# Temporada 1954-55 de l'NBA
La temporada 1954-55 de l'NBA fou la novena en la història de l'NBA. El Syracuse Nationals fou el campió després de guanyar al Fort Wayne Pistons per 4-3.

## Classificacions
- Divisió Est

| Equip                 | V  | D  | %V   | P  |
| --------------------- | -- | -- | ---- | -- |
| Syracuse Nationals C  | 43 | 29 | ,597 | -  |
| New York Knicks       | 38 | 34 | ,528 | 5  |
| Boston Celtics        | 36 | 36 | ,500 | 7  |
| Philadelphia Warriors | 33 | 39 | ,458 | 10 |
| Baltimore Bullets     | 3  | 11 | ,214 | 11 |

- Divisió Oest

| Equip              | V  | D  | %V   | P  |
| ------------------ | -- | -- | ---- | -- |
| Fort Wayne Pistons | 43 | 29 | ,597 | -  |
| Minneapolis Lakers | 40 | 32 | ,556 | 3  |
| Rochester Royals   | 29 | 43 | ,403 | 14 |
| Milwaukee Hawks    | 26 | 46 | ,361 | 17 |

* V: Victòries
* D: Derrotes
* %V: Percentatge de victòries
* P: Diferència de partits respecte al primer lloc
* C: Campió

## Estadístiques
| Categoria                   | Jugador       | Equip                 | Mitjana/% |
| --------------------------- | ------------- | --------------------- | --------- |
| Punts per partit            | Neil Johnston | Philadelphia Warriors | 22,7      |
| Rebots per partit           | Neil Johnston | Philadelphia Warriors | 15,1      |
| Assistències per partit     | Bob Cousy     | Boston Celtics        | 7,9       |
| Percentatge de tirs de camp | Larry Foust   | Fort Wayne Pistons    | 48,7      |
| Percentatge de tirs lliures | Bill Sharman  | Boston Celtics        | 89,7      |

## Premis
- Rookie de l'any
  -  Bob Pettit (Milwaukee Hawks)

- Primer quintet de la temporada
  - Neil Johnston, Philadelphia Warriors
  - Dolph Schayes, Syracuse Nationals
  - Bob Cousy, Boston Celtics
  - Bob Pettit, Milwaukee Hawks
  - Larry Foust, Fort Wayne Pistons

- Segon quintet de la temporada
  - Vern Mikkelsen, Minneapolis Lakers
  - Bill Sharman, Boston Celtics
  - Paul Seymour, Syracuse Nationals
  - Slater Martin, Minneapolis Lakers
  - Harry Gallatin, New York Knicks